# New England (Dakota del Nord)
New England és una població dels Estats Units a l'estat de Dakota del Nord. Segons el cens del 2000 tenia 555 habitants.

## Demografia
Segons el cens del 2000, New England tenia 555 habitants, 266 habitatges, i 155 famílies. La densitat de població era de 428,6 hab./km².
Dels 266 habitatges en un 21,8% hi vivien nens de menys de 18 anys, en un 52,6% hi vivien parelles casades, en un 3% dones solteres, i en un 41,4% no eren unitats familiars. En el 38,7% dels habitatges hi vivien persones soles el 21,4% de les quals corresponia a persones de 65 anys o més que vivien soles. El nombre mitjà de persones vivint en cada habitatge era de 2,08 i el nombre mitjà de persones que vivien en cada família era de 2,77.
Per edats la població es repartia de la següent manera: un 20,7% tenia menys de 18 anys, un 4,3% entre 18 i 24, un 20,4% entre 25 i 44, un 30,5% de 45 a 60 i un 24,1% 65 anys o més.
L'edat mediana era de 48 anys. Per cada 100 dones de 18 o més anys hi havia 92,1 homes.
La renda mediana per habitatge era de 30.764 $ i la renda mediana per família de 39.063 $. Els homes tenien una renda mediana de 30.357 $ mentre que les dones 16.667 $. La renda per capita de la població era de 17.489 $. Entorn del 7% de les famílies i el 7,4% de la població estaven per davall del llindar de pobresa.

## Poblacions més properes
El següent diagrama mostra les poblacions més properes.